# Élévateur à grain de Paradise Valley
L'élévateur à grain de Paradise Valley est un élévateur à grain historique situé à Paradise Valley en Alberta au Canada près de la frontière avec la Saskatchewan au sud de Lloydminster. Il appartenait à la coopérative agricole Alberta Wheat Pool (en) et est ainsi connu sous le nom d'Alberta Wheat Pool Grain Elevator dans le Registre des lieux patrimoniaux du Canada. Il est maintenant reconnu officiellement comme ressource historique provinciale et sert de musée.

## Description
L'élévateur à grain a une capacité de 40 000 boisseaux et possède un appentis adjacent. Il a été construit en 1929. Une annexe a été construite en 1962 ; elle a également une capacité de 40 000 boisseaux. De plus, une addition a été construite en 1990. Le site inclut aussi un bureau et une petite centrale électrique. Il y a également une gare ferroviaire adjacente au complexe, la gare du Canadien Pacifique de Paradise Valley, qui a fait l'objet de sa propre reconnaissance patrimoniale formelle,. Toutes les structures sont en bois et sont peintes en marron. L'édifice porte la mention « Alberta Pool Elevators Ltd Paradise Valley » en lettres majuscules blanches.

## Contexte historique
Les premiers colons de la région s'établirent au début des années 1900 et le magasin et bureau de poste fut ouvert en 1910. À l'instar des autres régions rurales de l'Ouest canadien, l'endroit a connu une certaine prospérité au cours de la Première Guerre mondiale, mais celle-ci se transforma rapidement en récession à la fin de la guerre à cause de la surproduction de grain. À la fin des années 1920, la demande européenne pour le grain s'accrut et les terres de la région de Paradise Valley se montrèrent très fertiles. Cependant, l'éloignement par rapport au chemin de fer était un obstacle à la croissance. C'est pourquoi le Canadien Pacifique construisit une extension au chemin de fer à partir de Marsden (en) en Saskatchewan traversant Paradise Valley en 1929. L'élévateur à grain de Paradise Valley fut construit la même année par l'Alberta Wheat Pool, la première coopérative canadienne des cultivateurs de blé qui avait été fondée en 1923,.

## Valeur patrimoniale
L'élévateur à grain de Paradise Valley est un exemple typique de la façon de stocker et de transporter le grain en Alberta au XXe siècle. Il a été reconnu officiellement comme lieu patrimonial au niveau provincial le 30 septembre 2008 en tant que ressource historique provinciale. Cette désignation implique que le site représente une partie significative de l'histoire ou du patrimoine de l'Alberta.

## Annexe